# Nachal Zavdon
Nachal Zavdon (hebrejsky: נחל זבדון) je krátké vádí, na Západním břehu Jordánu a v severním Izraeli.
Začíná v okolí města Silat al-Haritija v nejsevernější části Západního břehu Jordánu. Směřuje pak k severu, vstupuje do zemědělsky využívaného Jizre'elského údolí a západně od vesnice Ram On vchází na území státu Izrael. Ze západu míjí pahorek Tel Zavdon a ústí západně od vesnic Barak a Dvora do toku řeky Kišon.